# 陳用拙
陳用拙，本名陳拙，字用拙，唐朝末年及五代十国时南漢官员，連州高良人。
陳用拙在天祐年間擢進士，任著作郎；梁王朱全忠計畫謀朝篡位時，他不齒朱全忠所為而不求仕途。劉隱擔任清海節度使時，陳用拙自薦充任出使冊封；劉隱知到他有留下的意向，故給他幕府署任職務。之後朱全忠代唐自立，建立後梁，下詔通知劉隱。陳用拙勸劉隱依然奉天祐年號，不過劉隱未聽取他的意見，唯其他事情都會與他商議，並任命他為觀察判官。
乾化元年（911年），劉隱病逝，劉龑為節度副使，陳用拙為劉隱繕寫遺表，令劉龑對他信任，升宮軍巡官。到乾化四年（914年），他出使吳越國，國王錢鏐召他對答，他回應：「劉龑新襲節度使，希望和吳越成為兄弟，現在派來使節奉送禮物歲幣給兄長，願兩地永遠友好。」錢鏐十分高興，收下聘幣，又送陳拙用大量金錢禮物。他再三辭謝，不得已收下後回國就盡奉獻給劉龑。乾亨初年，晉官吏部郎中、知制誥，之後去世。
陳用拙少年時熟習禮樂，曾為寫詩登上臨湟樓，著有詩集八卷；他又精通音律，編寫《大唐正聲琴籍》十卷，但已失傳。